# Juliet Papa Bravo
Juliet Papa Bravo, född 27 februari 2019, är en fransk varmblodig travhäst. Hon tränas av Thierry Duvaldestin och körs av Thierry Duvaldestin eller Clément Duvaldestin.
Juliet Papa Bravo började tävla 2022 och inledde med fyra raka seger. Hon har hittills sprungit in 277 850 euro på 13 starter varav 5 segrar, 3 andraplatser och 1 tredjeplats. Hon har tagit karriärens hittills största seger i Prix Éphrem Houel (2023). Hon har även kommit på andraplats i Europeiskt treåringschampionat (2022), Prix de l'Étoile (2022) och Prix de Sélection (2023) samt på tredjeplats i Prix Annick Dreux (2022).

## Statistik
| Statistik för Juliet Papa Bravo (Ref.) | Statistik för Juliet Papa Bravo (Ref.) | Statistik för Juliet Papa Bravo (Ref.) | Statistik för Juliet Papa Bravo (Ref.) | Statistik för Juliet Papa Bravo (Ref.) | Statistik för Juliet Papa Bravo (Ref.) |
| -------------------------------------- | -------------------------------------- | -------------------------------------- | -------------------------------------- | -------------------------------------- | -------------------------------------- |
| Starter                                | Placeringar                            | Startprissumma                         | Segerprocent                           | Platsprocent                           | Rekord                                 |
| 13                                     | 4-3-1                                  | 277 850 euro                           | 31 %                                   | 62 %                                   | 1.11,3ak,                              |

### Större segrar
| År   | Lopp              | Kusk                | Vinstbelopp | Grupp   |
| ---- | ----------------- | ------------------- | ----------- | ------- |
| 2023 | Prix Éphrem Houel | Clément Duvaldestin | 54 000 EUR  | Grupp 2 |

### Starter
| Nr | Datum             | Lopp                            | Bana        | Kusk                | Tid     | Distans | Plac. | Vinstbelopp |
| -- | ----------------- | ------------------------------- | ----------- | ------------------- | ------- | ------- | ----- | ----------- |
| -  | 12 augusti 2021   | Kvallopp                        | Caen        | Thierry Duvaldestin | 1.17,6a | 2 140 m | gdk   | 0 euro      |
| 1  | 19 juni 2022      | Prix de La Villa de Mondoubleau | Mondoubleau | Thierry Duvaldestin | 1.17,9a | 2800 m  | 1     | 5 400 euro  |
| 2  | 7 juli 2022       | Prix Leclerc Lisieux            | Lisieux     | Thierry Duvaldestin | 1.17,3a | 2 675 m | 1     | 7 650 euro  |
| 3  | 26 juli 2022      | Prix des Valerianes             | Cabourg     | Thierry Duvaldestin | 1.16,0a | 2 725 m | 1     | 10 800 euro |
| 4  | 16 augusti 2022   | Prix de Jouy en Josas           | Enghien     | Matthieu Abrivard   | 1.14,9a | 2 150 m | 1     | 19 800 euro |
| 5  | 3 september 2022  | Prix Annick Dreux               | Vincennes   | Clément Duvaldestin | 1.14,2a | 2 700 m | 3     | 18 200 euro |
| 6  | 18 september 2022 | Critérium des 3 ans             | Vincennes   | Clément Duvaldestin | 1.13,3a | 2 700 m | 4     | 24 000 euro |
| 7  | 14 oktober 2022   | Europeiskt treåringschampionat  | Vincennes   | Clément Duvaldestin | 1.11,5a | 2 100 m | 2     | 25 000 euro |
| 8  | 29 oktober 2022   | Prix Uranie                     | Vincennes   | Clément Duvaldestin | 1.13,7a | 2 175 m | 8     | 0 euro      |
| 9  | 12 november 2022  | Prix de l'Étoile                | Vincennes   | Clément Duvaldestin | 1.12,9a | 2 100 m | 2     | 50 000 euro |
| 10 | 8 januari 2023    | Prix Charles Tiercelin          | Vincennes   | Clément Duvaldestin | Da      | 2 700 m | Da    | 0 euro      |
| 11 | 29 januari 2023   | Prix Ourasi                     | Vincennes   | Clément Duvaldestin | 1.13,5a | 2 700 m | 7     | 3 000 euro  |
| 12 | 11 februari 2023  | Prix Éphrem Houel               | Vincennes   | Clément Duvaldestin | 1.11,3a | 2 100 m | 1     | 54 000 euro |
| 13 | 4 mars 2023       | Prix de Sélection               | Vincennes   | Matthieu Mottier    | 1.11,4a | 2 175 m | 2     | 60 000 euro |

## Stamtavla
| Efter Ready Cash     | Indy de Vive | Viking's Way       | Mickey Viking    |
| Efter Ready Cash     | Indy de Vive | Viking's Way       | Josubie          |
| Efter Ready Cash     | Indy de Vive | Tekiflore          | Kepi Vert        |
| Efter Ready Cash     | Indy de Vive | Tekiflore          | Morgaflore       |
| Efter Ready Cash     | Kidea        | Extreme Dream      | Quito de Talonay |
| Efter Ready Cash     | Kidea        | Extreme Dream      | Tahitienne       |
| Efter Ready Cash     | Kidea        | Doceanide du Lilas | Workaholic       |
| Efter Ready Cash     | Kidea        | Doceanide du Lilas | Oceanide         |
| Undan Une Lady En Or | Kaisy Dream  | Extreme Dream      | Quito de Talonay |
| Undan Une Lady En Or | Kaisy Dream  | Extreme Dream      | Tahitienne       |
| Undan Une Lady En Or | Kaisy Dream  | Daisy Chain        | Speedy Somolli   |
| Undan Une Lady En Or | Kaisy Dream  | Daisy Chain        | Kravotte         |
| Undan Une Lady En Or | Orelady      | And Arifant        | Sharif di Iesolo |
| Undan Une Lady En Or | Orelady      | And Arifant        | Infante d'Aunou  |
| Undan Une Lady En Or | Orelady      | Grande Lady        | Buvetier d'Aunou |
| Undan Une Lady En Or | Orelady      | Grande Lady        | Slave            |